# コッレーニョ
コッレーニョ（伊: Collegno）は、イタリア共和国ピエモンテ州トリノ県にある、人口約50,000人の基礎自治体（コムーネ）。

## 概要
トリノに隣接しており、グルリアスコ駅は、トリノからの列車が乗り入れている。また、ベッドタウンとしての性格が強い。

## 地理

### 位置・広がり

#### 隣接コムーネ
隣接するコムーネは以下の通り。
- アルピニャーノ
- ドルエント
- グルリアスコ
- ピアネッツァ
- リーヴォリ
- トリーノ
- ヴェナリーア・レアーレ

## 行政

### 分離集落
コッレーニョには、以下の分離集落（フラツィオーネ）がある。
- Borgata Paradiso, Ricovero, Savonera, Stazionetta

## 姉妹都市
- アントニー、フランス
- en:Sárospatak、ハンガリー
- ヴォルシスキー、ロシア
- ノイブランデンブルク、ドイツ
- en:Cerdanyola del Vallès、スペイン
- サン・グレゴーリオ・マーニョ、イタリア
- Ousseltia、チュニジア
- マタンサス、キューバ
- サラエヴォ、ボスニア・ヘルツェゴビナ
- ハヴィジョフ、チェコ
- ロッケッタ・サンタントーニオ、イタリア
- ガイバ、イタリア